# ÷ (альбом)
÷ (чит. англ. Divide — ділення)  — третій студійний альбом британського автора та виконавця пісень Еда Ширана, представлений 3 березня 2017 року лейблами Asylum Records і Atlantic Records. Два лід-сингли — «Castle on the Hill» і «Shape of You» — було представлено 6 січня 2017 року.
Альбом дебютував на 1 позицій у Великій Британії із 672 000 проданих примірників протягом першого тижня, а також очолив чарти 14 країн, включно із США, Канадою та Австралією. Всі композиції платівки потрапили у топ-20 UK Singles Chart протягом першого тижня після релізу.

## Список композицій
| Стандартне видання | Стандартне видання               | Стандартне видання                                                                          | Стандартне видання              | Стандартне видання |
| #                  | Назва                            | Автор                                                                                       | Продюсери                       | Тривалість         |
| ------------------ | -------------------------------- | ------------------------------------------------------------------------------------------- | ------------------------------- | ------------------ |
| 1.                 | «Eraser»                         | Ед Ширан Джонні Макдайд                                                                     | Макдайд Ширан [a]               | 3:47               |
| 2.                 | «Castle on the Hill»             | Ширан Бенні Бланко                                                                          | Бенні Бланко                    | 4:21               |
| 3.                 | «Dive»                           | Ширан Левін Джулія Майклз                                                                   | Бенні Бланко                    | 3:58               |
| 4.                 | «Shape of You»                   | Ширан Стів Мак Макдайд                                                                      | Мак Ширан [a]                   | 3:53               |
| 5.                 | «Perfect»                        | Ширан                                                                                       | Віл Хікс Ширан Бенні Бланко [b] | 4:23               |
| 6.                 | «Galway Girl»                    | Ширан Емі Вадж Damian McKee Еймон Мюррей Макдайд Ліам Бредлі Ніам Дюнн Sean Graham Фой Венс | Майк Елізондо                   | 2:50               |
| 7.                 | «Happier»                        | Ширан Раян Теддер Левін                                                                     | Бенні Бланко                    | 3:27               |
| 8.                 | «New Man»                        | Ширан Ammar Malik Джессі Вейр Левін                                                         | Бенні Бланко                    | 3:09               |
| 9.                 | «Hearts Don't Break Around Here» | Ширан Макдайд                                                                               | Ширан Макдайд                   | 4:08               |
| 10.                | «What Do I Know?»                | Ширан Макдайд Венс                                                                          | Макдайд Ширан                   | 3:57               |
| 11.                | «How Would You Feel (Paean)»     | Ширан                                                                                       | Ширан                           | 4:40               |
| 12.                | «Supermarket Flowers»            | Ширан Макдайд Левін                                                                         | Бенні Бланко Макдайд Ширан [a]  | 3:41               |
| 46:14              |                                  |                                                                                             |                                 |                    |

| Делюкс видання | Делюкс видання   | Делюкс видання                                               | Делюкс видання               | Делюкс видання |
| #              | Назва            | Автор                                                        | Продюсери                    | Тривалість     |
| -------------- | ---------------- | ------------------------------------------------------------ | ---------------------------- | -------------- |
| 13.            | «Barcelona»      | Ширан Вадж Левін Венс Макдайд                                | Бенні Бланко Ширан           | 3:11           |
| 14.            | «Bibia Be Ye Ye» | Ширан Левін Джозеф Еддісон Nana Richard Abiona Stephen Woode | Бенні Бланко KillBeatz Ширан | 2:56           |
| 15.            | «Nancy Mulligan» | Ширан Вадж Венс Макдайд Murray Cummings Левін                | Бенні Бланко Ширан           | 2:59           |
| 16.            | «Save Myself»    | Ширан Вадж Labrinth                                          | Labrinth Ширан               | 4:07           |
| 59:27          |                  |                                                              |                              |                |

Нотатки
- ↑  співпродюсери;
- ↑  додатковий продюсер;
- «Dive», «Happier», and «New Man» за участю бек-вокалу Джессі Вейр;
- «New Man» за участю додаткового вокалу Francis Farewell Starlite.

## Чарти
| Чарт (2017)                                          | Найвища позиція |
| ---------------------------------------------------- | --------------- |
| Австралія Australian Albums (ARIA)                   | 1               |
| Австрія Austrian Albums (Ö3 Austria)                 | 1               |
| Бельгія Belgian Albums (Ultratop Flanders)           | 1               |
| Бельгія Belgian Albums (Ultratop Wallonia)           | 2               |
| Бразилія Brazilian Albums (Billboard Brasil)         | 1               |
| Канада Canadian Albums (Billboard)                   | 1               |
| Хорватія Croatian Foreign Albums (IFPI)              | 1               |
| Чехія Czech Albums (ČNS IFPI)                        | 1               |
| Данія Danish Albums (Hitlisten)                      | 1               |
| Нідерланди Dutch Albums (MegaCharts)                 | 1               |
| Фінляндія Finnish Albums (Suomen virallinen lista)   | 1               |
| Франція French Albums (SNEP)                         | 1               |
| Греція Greek Albums (IFPI)                           | 5               |
| Угорщина Hungarian Albums (MAHASZ)                   | 1               |
| Ірландія Irish Albums (IRMA)                         | 1               |
| Італія Italian Albums (FIMI)                         | 1               |
| Японія Japanese Albums (Oricon)                      | 5               |
| Мексика Mexican Albums (AMPROFON)                    | 2               |
| Нова Зеландія New Zealand Albums (Recorded Music NZ) | 1               |
| Норвегія Norwegian Albums (VG-lista)                 | 1               |
| Польща Polish Albums (ZPAV)                          | 1               |
| Португалія Portuguese Albums (AFP)                   | 1               |
| Шотландія Scottish Albums (OCC)                      | 1               |
| Іспанія Spanish Albums (PROMUSICAE)                  | 1               |
| Швеція Swedish Albums (Sverigetopplistan)            | 1               |
| Швейцарія Swiss Albums (Schweizer Hitparade)         | 1               |
| Велика Британія UK Albums (OCC)                      | 1               |
| США Billboard 200                                    | 1               |

## Сертифікації
| Регіон | Сертифікація   | Продажі   |
| --- | -------------- | --------- |
| Аргентина (CAPIF) Фізичні продажі | Золотий        | 10 000^   |
| Аргентина (CAPIF) Цифрові продажі | Платиновий     | 20 000^   |
| Австралія (ARIA) | 11× Платиновий | 770 000   |
| Австрія (IFPI Austria) | 7× Платиновий  | 105 000   |
| Бельгія (BEA) | 3× Платиновий  | 90 000    |
| Канада (Music Canada) | Діамантовий    | 800 000   |
| Chile | Золотий        |           |
| Данія (IFPI Denmark) | 12× Платиновий | 240 000   |
| Франція (SNEP) | Діамантовий    | 500 000   |
| Німеччина (BVMI) | 5× Платиновий  | 1 000 000 |
| Угорщина (Mahasz) | 3× Платиновий  | 6000^     |
| Італія (FIMI) | 7× Платиновий  | 350 000   |
| Японія (RIAJ) | Золотий        | 100 000^  |
| Мексика (AMPROFON) | 2× Платиновий  | 120 000   |
| Нідерланди (NVPI) | 4× Платиновий  | 160 000   |
| Нова Зеландія (RIANZ) | 17× Платиновий | 255 000   |
| Польща (ZPAV) | Діамантовий    | 100 000   |
| Португалія (AFP) | Платиновий     | 15 000^   |
| Сінгапур (RIAS) | 7× Платиновий  | 70 000*   |
| Іспанія (PROMUSICAE) | Платиновий     | 40 000    |
| Швеція (IFPI Sweden) | 2× Платиновий  | 80 000    |
| Швейцарія (IFPI Switzerland) | 2× Платиновий  | 40 000    |
| Велика Британія (BPI) | 14× Платиновий | 4 200 000 |
| США (RIAA) | 5× Платиновий  | 5 000 000 |
| *продажі, що базуються лише на сертифікаціях · ^відвантаження, що базуються лише на сертифікаціях · продажі+прослуховування, що базуються лише на сертифікаціях |                |           |